# Amélie Gex
Amélie Rose Françoise Gex (24 de octubre de 1835-16 de junio de 1883) fue una poetisa francesa en lengua arpitana.

## Vida
Nace en la Chapelle-Blanche, población y comuna francesa del departamento de Saboya, Francia. La prematura muerte de su madre (Amélie tenía 4 años) hace que viva con su abuelea hasta los 14 años, cuando regresa al lado de su padre, médico en la población natal de ella.
Gex, ferviente republicana, siente muy pronto ideales políticos y escribe discursos en arpitano para que los campesino y habitantes rurales puedan ejercer su derecho al voto. A la muerte de su padre, administra las propiedades de su familia, y poco después, se traslada a Chambèry, donde permanecerá hasta su muerte, en 1883.
Amélie Gex empieza a escribir en 1872. En 1877 publica sus versos bajo el seudónimo de Dian de la Jeânna en el semanario republicano Le Père André hasta 1880; cambia al semanario L'indicateur savoisies, colaborando hasta 1882. Sus poemas tratan sobre el mundo rural, la raturaleza y su región Saboya. También escribió relatos cortos como Historia de una serpiente o Historias del castillo muerto.
La Academia de Saboya la homenajeó en 1882, muriéndo un año después de una enfermedad.

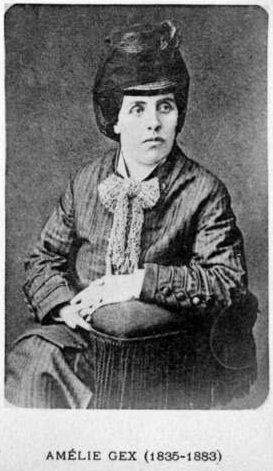
Amélie Gex

## Obras
- 1878, Le Long de l'an, chansons en patois savoyard, avec la traduction française en regard, Imp. Ménard, Chambéry
- 1879, Reclans de Savoie, Les Echos de Savoie
- 1880, Poésies, Imp. Ménard, Chambéry
- 1882, Lo cent ditons de Pierre d'Emo, Imp. Ménard, Chambéry
- 1889, Vieilles gens et vieilles choses. Histoire de ma rue de mon village, quatre contes.
- 1894, Feuilles mortes, Imp. Ménard, Chambéry
- 1998, Fables